# Olympische Sommerspiele 1984/Teilnehmer (Ghana)
| Gelbes Symbol für Goldmedaillen mit stilisierten Olympischen Ringen | Graues Symbol für Silbermedaillen mit stilisierten Olympischen Ringen | Braundes Symbol für Bronzemedaillen mit stilisierten Olympischen Ringen |
| ------------------------------------------------------------------- | --------------------------------------------------------------------- | ----------------------------------------------------------------------- |
| —                                                                   | —                                                                     | —                                                                       |

Ghana nahm an den Olympischen Sommerspielen in Los Angeles, USA, mit einer Delegation von 21 Sportlern (14 Männer und sieben Frauen) in den Sportarten Boxen und Leichtathletik teil.

## Teilnehmer nach Sportarten

### Boxen
- Michael Ebo Dankwa
Halbfliegengewicht: 17. Platz

- Amon Neequaye
Bantamgewicht: 17. Platz

- Christian Kpakpo
Federgewicht: 17. Platz

- Douglas Odame
Leichtgewicht: 9. Platz

- Sullemana Sadik
Halbmittelgewicht: 17. Platz

- Taju Akay
Halbschwergewicht: 17. Platz

### Leichtathletik
- Philip Attipoe
100 Meter: Viertelfinale
4 × 100 Meter: Halbfinale

- Collins Mensah
100 Meter: Vorläufe
4 × 100 Meter: Halbfinale

- James Idun
200 Meter: Vorläufe

- Charles Moses
400 Meter: Vorläufe

- William Amakye
800 Meter: Vorläufe

- Makarios Djan
4 × 100 Meter: Halbfinale

- Rex Brobby
4 × 100 Meter: Halbfinale

- Francis DoDoo
Dreisprung: 23. Platz in der Qualifikation

- Doris Wiredu
Frauen, 100 Meter: Viertelfinale
Frauen, 4 × 100 Meter: Vorläufe

- Mercy Addy
Frauen, 200 Meter: Vorläufe
Frauen, 4 × 400 Meter: Vorläufe

- Grace Bakari
Frauen, 800 Meter: Vorläufe
Frauen, 4 × 400 Meter: Vorläufe

- Grace Armah
Frauen, 4 × 100 Meter: Vorläufe

- Mary Mensah
Frauen, 4 × 100 Meter: Vorläufe
Frauen, 4 × 400 Meter: Vorläufe

- Cynthia Quartey
Frauen, 4 × 100 Meter: Vorläufe

- Martha Appiah
Frauen, 4 × 400 Meter: Vorläufe